# Cimitero monumentale di Legnano
Il cimitero monumentale di Legnano è il più importante camposanto dell'omonima cittadina. Si trova lungo corso Magenta, nella periferia sud della città, ed è stato inaugurato nel 1898.
Legnano è anche dotata di un cimitero parco, che è di più recente costruzione e si trova alle porte della città. La sua costruzione fu decisa negli anni sessanta perché il cimitero monumentale era divenuto insufficiente per le esigenze della comunità. È stato inaugurato il 15 luglio 1979, ed ha una superficie di 60.000 m2.

## Storia

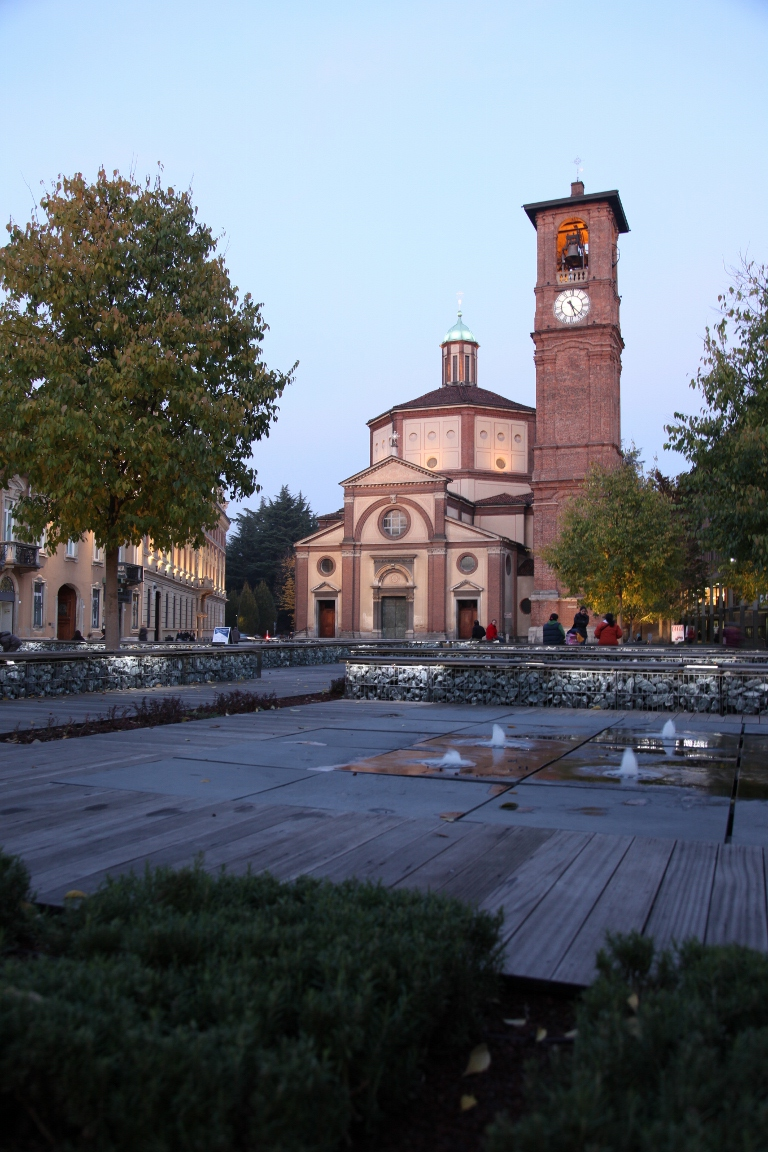
La moderna piazza San Magno, dove fino al 1808 era situato il più antico cimitero di Legnano

Le tracce più antiche di sepolture trovate a Legnano sono delle necropoli di epoca preistorica. I resti di un primo vero e proprio cimitero, inteso nel senso moderno del termine, sono però di epoca romana, e sono delle inumazioni rinvenute nella periferia ovest della città. Più precisamente, sono state trovate delle urne cinerarie e l'ustrinum, cioè la fossa dove gli antichi romani cremavano i propri morti.
Con la costruzione dei primi edifici cristiani sorse il problema di individuare aree ben precise per le sepolture, dato che si iniziò a seppellire i morti nei pressi dei templi. La nuova religione infatti imponeva la sepoltura della salma completa, vietando la cremazione. Il luogo della sepoltura era stabilito in base alla classe sociale a cui apparteneva il defunto. Più precisamente i nobili erano inumati all'interno del perimetro delle chiese, mentre defunti del popolo erano sepolti in fosse comuni al di fuori dei suddetti edifici religiosi. Nel medioevo i templi legnanesi che erano maggiormente interessati al fenomeno, erano la chiesa di San Martino, la chiesa di Sant'Ambrogio e soprattutto la chiesa di San Salvatore, cioè l'edificio religioso che si trovava dove ora sorge la basilica di San Magno ed a cui la comunità legnanese faceva riferimento prima della costruzione della Basilica appena citata. Quest'ultimo camposanto era ubicato nell'odierna piazza San Magno, e continuò ad essere adoperato anche dopo la costruzione della basilica. Successivamente fu realizzata una grande stanza sotterranea dove venivano inumati i defunti; questa decisione fu presa perché il Richini nel 1610 spostò l'ingresso della basilica dalla posizione originale, che dava verso l'attuale municipio, all'odierna, cioè verso il lato ovest del tempio. Questo cimitero era conosciuto come "il foppone" e fu utilizzato fino al 1808. Infatti, dopo una disposizione dell'imperatore Giuseppe II emanata nel 1786 che vietava l'uso delle fosse comuni, a cui seguì un'analoga ordinanza di Napoleone, la comunità legnanese fu obbligata a dotarsi di un nuovo cimitero fuori del centro abitato.
Questo camposanto aveva una superficie iniziale di 3.000 m2, successivamente aumentati a 5.500 m2, e si trovava nell'area ora occupata dalle scuole Bonvesin della Riva, vicino al santuario della Madonna delle Grazie. Tra il 1808 ed il 1898 accolse le spoglie di 21.896 legnanesi. Le tombe presenti era di semplice fattura, ed erano generalmente formate da una lapide con l'iscrizione. Solo poche sepolture possedevano una sorta di edicola in cui era dipinto il volto del defunto. All'epoca della dismissione del vecchio cimitero, tre di questi ultimi sono stati tolti dalla posizione originaria ed ora sono esposti al Museo civico della città. Raffigurano i pittori legnanesi Antonio Maria Turri, Beniamino Turri e Mosè Turri. L'ubicazione del vecchio cimitero fu scelta in tale posizione perché la via era praticata solitamente dai legnanesi per recarsi alla chiesa menzionata.

L'antico cimitero di Legnano, che si trovava nell'area ora occupata dalle scuole Bonvesin della Riva, vicino al santuario della Madonna delle Grazie. È stato in uso dal 1808 al 1898, cioè fino a quando venne inaugurato il cimitero monumentale di Legnano

A causa dell'incremento di popolazione di fine XIX secolo, l'Amministrazione comunale di Legnano decise di costruire un nuovo cimitero, l'attuale monumentale, poiché quello vecchio non poteva più essere ingrandito per via delle strade e delle abitazioni che sorgevano intorno.

## Il cimitero
La costruzione dell'odierno cimitero monumentale fu approvata con decreto provinciale nel gennaio 1896 cui seguirono le espropriazioni dei terreni necessari; i lavori cominciarono il 29 marzo 1897 e terminarono nel settembre 1898. Il cimitero, così ultimato, fu benedetto domenica il 24 luglio 1898 e aveva una superficie iniziale di 18.942 m2. Le tumulazioni cominciarono il 17 settembre dello stesso anno e nella medesima data furono interrotte le sepolture al cimitero vecchio, dopo esattamente novanta anni dall'apertura: furono previsti dei colombari che accolsero, tra l'altro, le spoglie dei legnanesi sepolti nel vecchio cimitero, mentre le salme tumulate nelle tombe più ricche, cioè quelle provviste di edicole, vennero posizionate lungo i viali principali. Progettato dall'ing. Renato Cuttica, il nuovo cimitero monumentale fu provvisto di abitazione del custode, depositi e camera mortuaria. Nei pressi delle mura della recinzione vennero posizionate le cappelle delle famiglie legnanesi più abbienti, mentre al centro del camposanto venne edificata una cappella in arenaria di color grigio per i credenti. In fondo al vialone principale vennero invece seppelliti i caduti delle guerre.
Il cimitero monumentale fu ampliato nel 1907 fino ad una superficie di 50.000 m2. Nell'occasione furono costruiti nuovi colombari, nuovi campi di sepoltura ed una nuova area adibita a fossa comune. Dopo la seconda guerra mondiale, data l'esplosione demografica che interessò Legnano, il camposanto fu insufficiente ad ospitare le nuove salme. Il Comune di Legnano decise quindi, nel 1976, di costruire un nuovo cimitero, nella periferia della città, nel quartiere di San Bernardino. Questo nuovo camposanto, pensato e realizzato come un "cimitero parco", è stato inaugurato il 15 luglio 1979 ed accoglie ancora oggi le salme dei defunti legnanesi. Dal 15 gennaio 2013 è operativa una convenzione stipulata con il movimento Difendere la vita con Maria per garantire la sepoltura dei bambini non nati.
Nel cimitero monumentale riposano, tra le altre, le spoglie di Mauro Venegoni, un esponente della resistenza legnanese vittima dei nazifascisti, di Gianfranco Ferré, uno dei più famosi stilisti italiani di Felice Musazzi fondatore, regista ed attore della compagnia teatrale dialettale de I Legnanesi e di Franco Tosi, imprenditore fondatore dell'omonima azienda meccanica.